# 하인리히 사자공
사자공 하인리히(독일어: Heinrich der Löwe, 1129년 ~ 1195년)는 1142년부터 작센 그리고 1156년부터 바이에른 공작으로 1180년까지 군림한 벨프 가문 출신의 인물이다.
하인리히는 살아생전 가장 강력한 신성 로마 제국의 독일 제후들 중 한 명이었지만, 그의 경쟁 가문이었던 호엔슈타우펜가가 그를 고립시키고 결국에는 신성 로마 황제 프리드리히 바르바로사, 프리드리히의 아들이자 후임자인 하인리히 6세 재위 기간에 그가 갖고 있던 바이에른과 작센의 공작령들을 빼앗는 데 성공하고 만다.
그의 재위 최전성기 시절, 하인리히는 북해와 발트해에서 알프스산맥, 그리고 베스트팔렌에서 포메른에 이르는 드넓은 지역을 다스렸다. 하인리히는 자신의 정치 및 군사적 감각 그리고 조부들의 유산을 통하여 대단한 권력을 쟁취해냈다.

## 가문 배경
1129년 또는 1131년 라벤스부르크에서 태어난, 하인리히는 과거 작센 공작들을 배출해낸 빌룽 가문의 후손인 바이에른 및 작센의 공작 오만공 하인리히의 아들이었다. 하인리히의 어머니는 신성 로마 황제 로타르 3세와 그의 황후이자, 노르트하임 등의 작센 영토와 브루노넨 가문 재산, 브라운슈바이크 백작의 후계자인 리첸차의 유일한 딸인 게르트루트였다.
하인리히의 아버지는 그가 어린 아이였을 당시, 1139년에 32세의 나이로 사망했다. 독일왕 콘라트 3세는 1138년, 그리고 1139년에 오만공 하인리히의 공작령을 몰수하여 작센을 곰백작 알브레히트에게, 바이에른을 오스트리아의 레오폴트에게 넘겨주었다. 이는 1138년에 콘라트가 독일왕위에 오를 당시 오만공 하인리히가 경쟁자였기 때문이었다.

## 통치

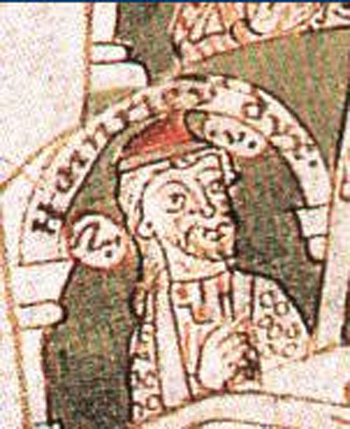
'히스토리아 벨포룸'에서의 동시대 사자공 하인리히에 대한 묘사

사자공 하인리히는 자신의 유산에 대한 권리를 포기하지 않았고, 콘라트는 1142년에 그에게 작센을 돌려주었다. 1147년의 벤트 십자군 참여로, 하인리히는 1156년에 신임 황제 프리드리히 바르바로사의 결정에 따라 바이에른 역시도 획득하였다. 그렇지만, 동 마르크 지역은 반환되지 않았고 오스트리아 공국이 되었다.
하인리히는 뮌헨 (1157년)과 뤼벡 (1159년)의 설립자이기도 하며; 또한 그는 아우구스부르크, 힐데스하임, 슈타데, 카셀, 귀스트로, 뤼네부르크, 잘츠베델, 슈베린, 브라운슈바이크 등 북독일과 바이에른 지역의 여러 다른 도시들을 설립하고 발전시키기도 했다. 수도인 브라운슈바이크에, 그는 1166년 당크바르데로데성의 뜰에 세워진 청동 사자상을 두었는데 이 사자상은 고대 시대 이후로 알프스산맥 이북 첫 단독 청동상이었다. 이후에 그는 브라운슈바이크 대성당을 이 청동상 가까이에 짓게 하였다.

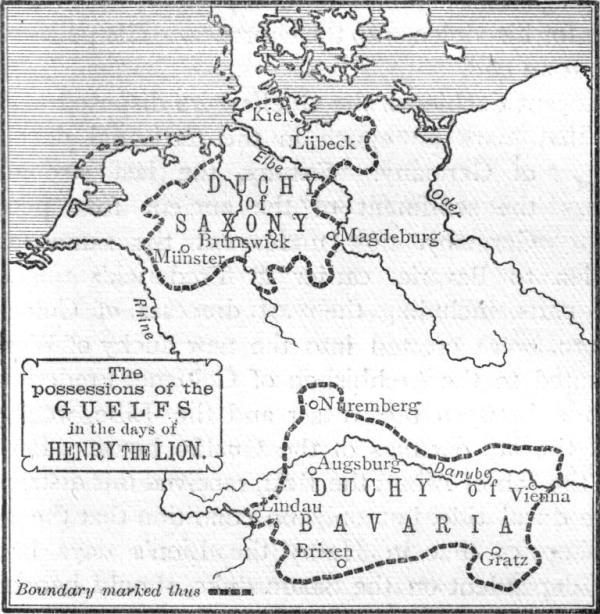
하인리히의 작센 그리고 바이에른 공작령

1147년에 하인리히는 체링겐의 클레멘티아과 결혼하였고, 이에 따라 그녀가 가진 슈바벤의 영지를 갖게 되었다. 그는 1162년에 그녀와 이혼하게 되는데, 이는 분명히 프리드리히 바르바로사 황제의 압력에 의한 것으로, 황제는 자신의 고향 땅에 있는 구엘프 세력의 영토를 가지려고 하지 않았고 이혼에 대한 대가로 하인리히에게 작센에 있는 몇몇 요새들을 넘겨주었다. 1168년에, 하인리히는 잉글랜드의 헨리 2세와 아키텐의 엘레오노르의 딸이자 잉글랜드의 리처드 1세의 여동생인 마틸다와 혼인했다.
하인리히는 프리드리히 황제의 제위를 굳고히 하려는 시도들과 롬바르디아 도시들 및 교황들과의 반복된 전쟁 동안 황제에 대하여 충실히 지원을 했고, 자신의 작센 기사들과 함께 몇 차례 프리드리히가 유리하게 전세를 역전시키고는 했다. 프리드리히의 첫 이탈리아 침공 당시에, 하인리히는 승전을 거둔 크레마 및 밀라노 공방전에 참전했었다.
1172년에, 하인리히는 예루살렘 순례를 떠나 (6월-7월), 성전 기사단과 구호 기사단을 만났고, 그 해 콘스탄티노플에서 부활절을 보냈다. 1172년 12월 쯤에, 그는 바이에른으로 돌아왔고 1174년에, 그는 프리드리희 재개된 롬바르디아 침공을 돕는 걸 거부하는데 그는 자신의 동쪽 국경을 안정화시키는 데 몰두하고 있었기 때문이었다. 그는 바르바로사가 거부한 요청인 작센 지역의 제국 자유 도시 고슬라어를 자신에게 주지 않는 한 이 이탈리아 원정이 가치 없는 것이라 여겼다.

## 몰락

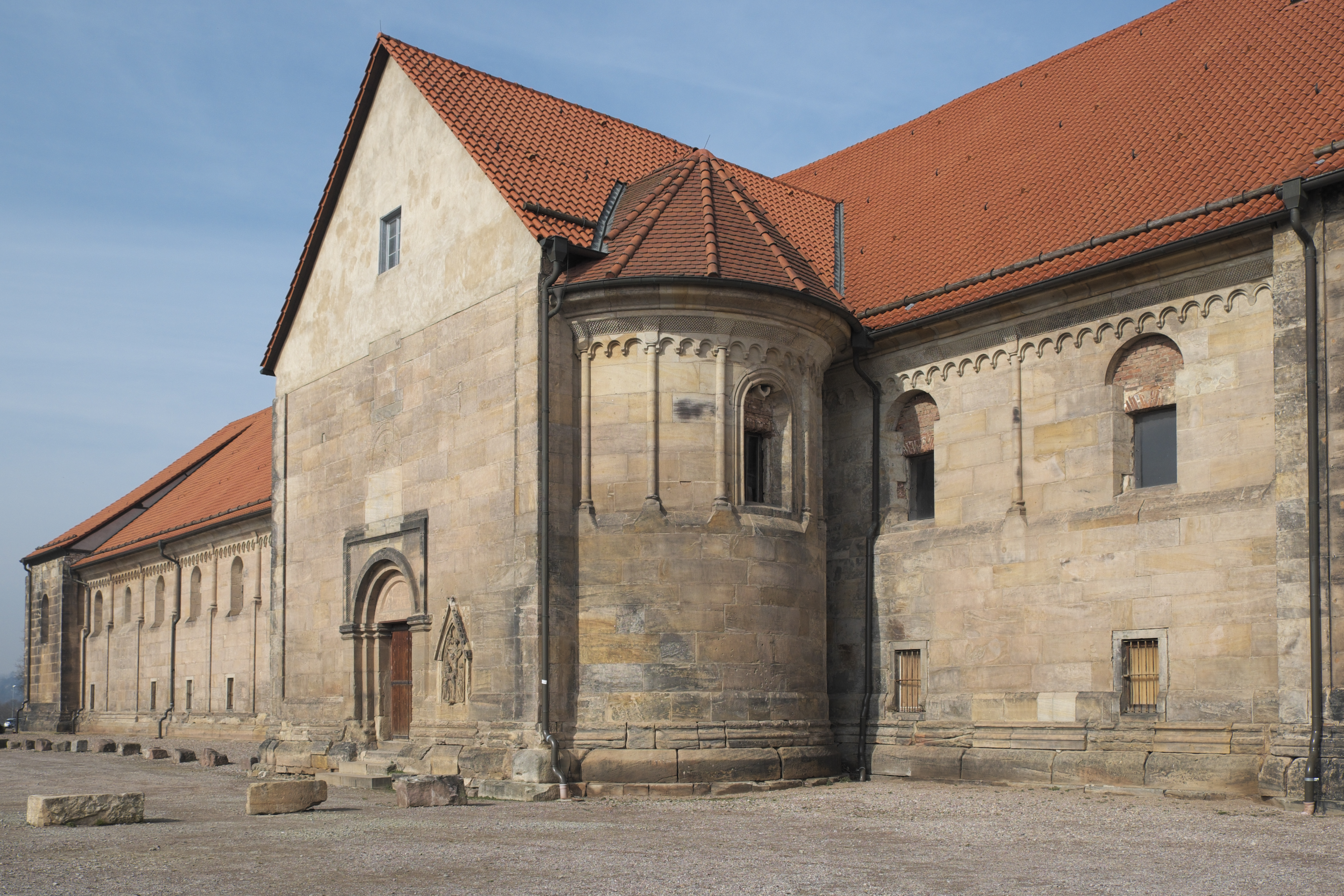
사자공 하인리히가 1181년 바르바로사에게 굴복한, 에어푸르트의 페터스베르크 요새에 있는 성 베드로 교회당

바르바로사의 롬바르디아 원정은 결국에 실패로 끝나고 말았다. 그는 하인리히에게 자신을 돕지 않은 것에 대단히 분노했다. 작센, 바이에른, 독일 북부와 동부 일부 지역들로 구성된 강력하고 드넓은 영지를 성공적으로 이룩해낸 하인리히에 대한 다른 독일 제후들의 적대감을 이용하여, 프리드리히는 1180년에 주교들과 제후들로 구성된 법정을 통하여 프리드리히를 상대로 불복종 혐의로 궐석재판을 부쳤다. 전통적 게르만법을 뒤엎은 제국법 내용을 선포한, 법정은 하인리히가 갖고 있던 영지들을 몰수하고 추방령을 내렸다. 그러고 난 뒤 프리드리히는 하인리히를 자신 앞에 무릎 굽히기 위해 제국군을 이끌고 작센을 공격했다. 하인리히의 동맹들은 그를 저버렸고, 그는 결국에 1181년 11월 에어푸르트에서 열린 제국의회에 출석하여 항복을 해야만 했다. 그는 1182년에 3년간 독일에서 추방을 당했고,  1185년에 독일로 복귀 허락이 떨어지기 전까지 장인과 함께 노르망디에서 머물렀다. 1184년의 성령 강림절에 그는 마인츠에서 열린 마인츠 궁중 연회에 아마 장인인 헨리 2세의 중재자로서 방문하였다. 그는 1188년에 다시 한번 추방을 당했고, 1189년에 아내인 마틸다가 사망했다.
프리드리히 바르바로사가 제3차 십자군으로 떠나자, 하인리히는 작센으로 돌아와, 자신에게 충성한 군대를 동원하여, 불충에 대한 보복으로 부유한 도시 바르도비크를 정복했다. 바르바로사의 아들 하인리히 6세 황제가 다시 한번 하인리히 공작을 제압했으며, 패배를 직감한 그는 1194년에 황제와 강화 조약을 맺었고, 브라운슈바이크 주변 영토를 반환했으며, 브라운슈바이크에서 평화롭게 미술 및 건축을 후원하였다.

## 자녀
하인리히의 첫 아내이며, 체링겐의 콘라트 1세 공작과 나뮈르의 클레멘스의 딸이기도 한 체링겐의 클레멘티아 (1162년 이혼) 사이의 자녀:
- - 게르트루트 (1155–1197)[6] - 슈바벤의 프리드리히 4세 공작과 혼인했다가 이후 덴마크 국왕 크누드 6세와 재혼했다.
  - 리첸차( 1157경–1167)[6]
  - 하인리히 - 어릴 때 사망

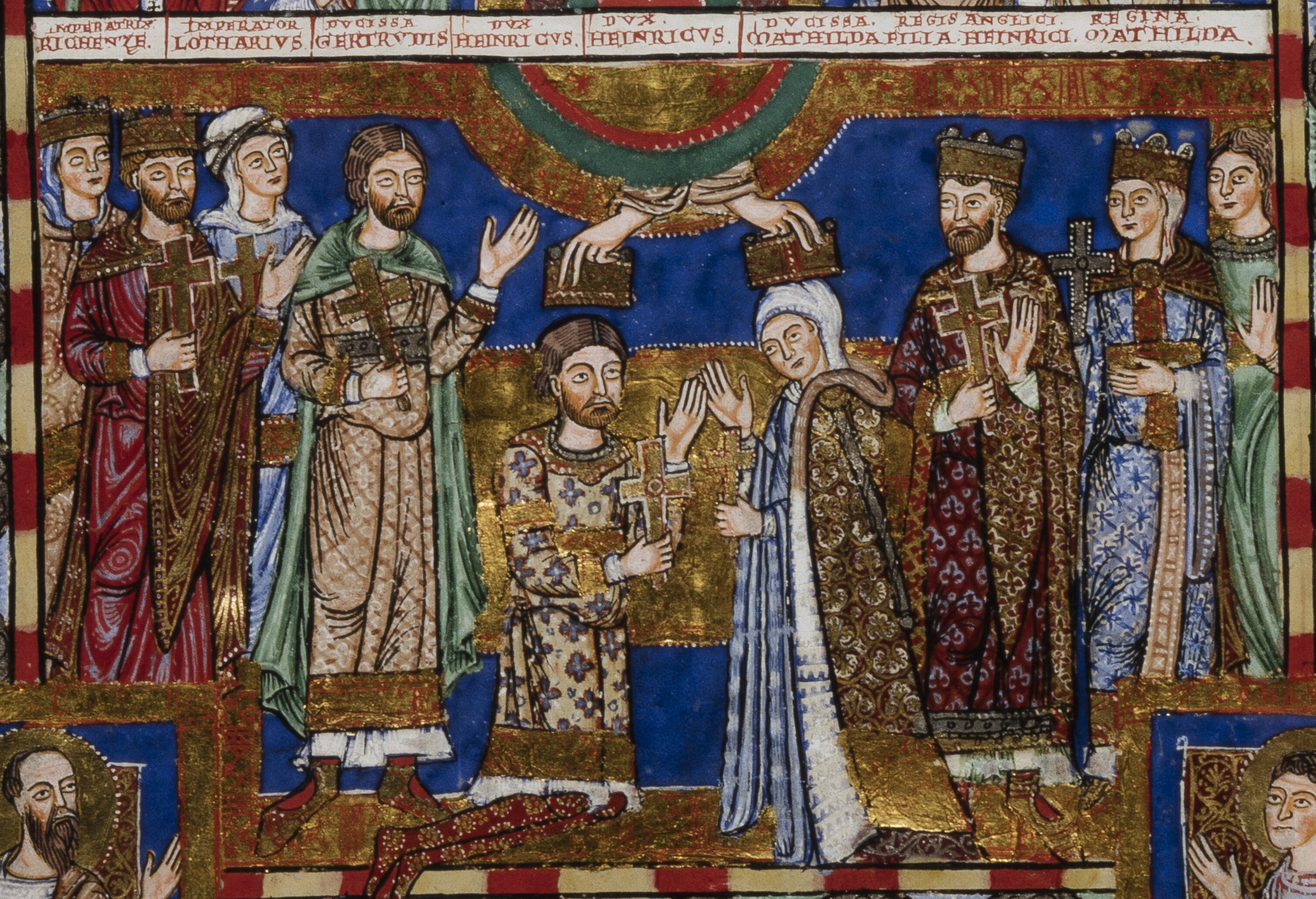
사자공 하인리히의 복음집에 묘사된 마틸다와의 결혼식

하인리히의 두 번째 아내이자, 잉글랜드 국왕 헨리 2세와 아키텐 여공작 엘레오노르의 딸인 마틸다 (1168년 혼인) 사이의 자녀:
- - 마틸다 (혹은 리첸차) (1172년–1204년) - 페르슈의 조프루아 3세 백작과 혼인했으며[8] 이후 쿠시의 앙게랑 3세 영주와 재혼했다.
  - 라인 궁정백 하인리히 5세 ( 1173경–1227년)[7]
  - 로타르 (c. 1174–1190)
  - 신성 로마 황제이자 슈바벤 공작 오토 4세 (1175년경–1218년)[7]
  - 뤼네부르크 영주 윈체스터의 윌리엄 (1184년–1213년)[9]

일부 사료들에는 그 외 자녀들도 기재되어 있으며, 하인리히와 마틸다의 자녀라고 한다:
- 엘레아노르 (1178년 출생) - 어린 나이에 사망
- Ingibiorg (1180년 출생) - 어린 나이에 사망
- 아들 (1182년 출생 및 사망)

연인이었던 이다 폰 블리스카스텔, 사이에서 그는 딸 마틸다를 두었는데, 그녀는 메클렌부르크의 하인리히 보르빈 1세 영주와 혼인했다.

## 유산
사자공 하인리히의 복음집은 1170년부터 거의 완벽한 상태로 보존되어 있으며, 니더작센의 볼펜뷔텔에 있는 헤르초크 아우구스트 도서관에 보관 중이다.
사자공 하인리히는 이 날까지 대중적인 인물로 남아 있다. 제1차 세계 대전 기간, '아이제르너 하인리히'(Eiserner Heinrich, 불굴의 하인리히)라 불린, 사자공 하인리히를 묘사한 나겔메너가 독일의 전쟁 물자를 위한 기금 마련을 위해 브라운슈바이크에 세워졌다.
이후에 나치의 선전물은 하인리히가 나치의 '레벤스라움' 정책의 선구자라고 발표하고 브라운슈바이크 대성당과 하인리히의 무덤을 '국가 축성소'로 전환시켰다.

슈베린의 문장 속 하인리히 사자공
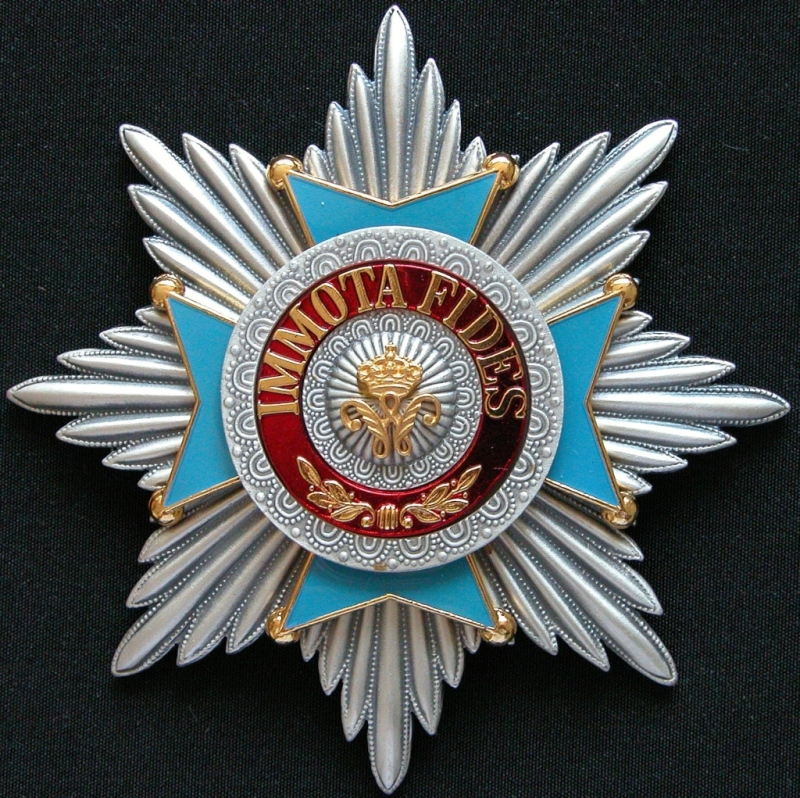
브라운슈바이크 공국의 훈장인 사자공 하인리히 훈장 (1834년부터 1918년까지 수여)
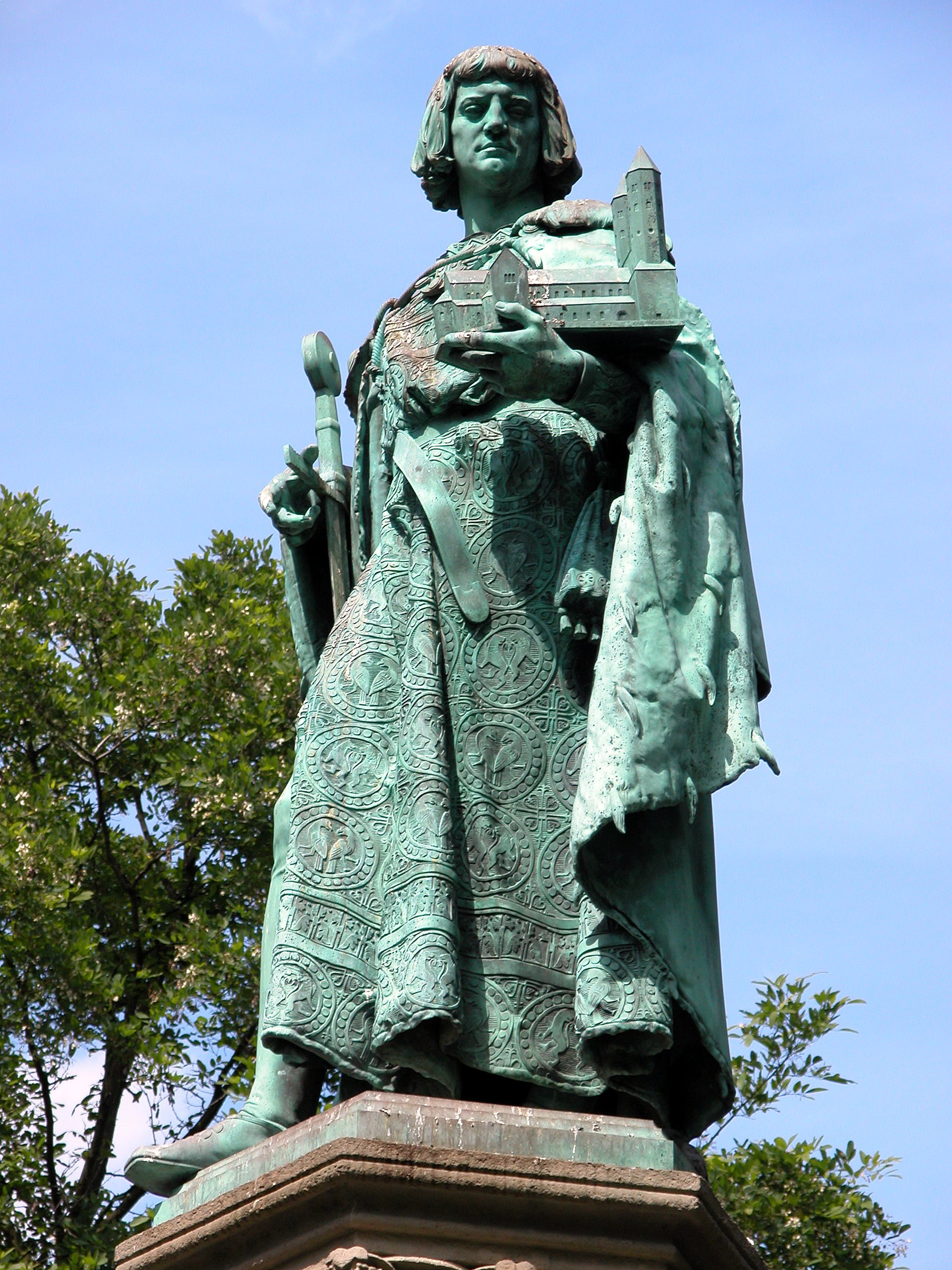
하인리히 사자공의 분수 (1874년)
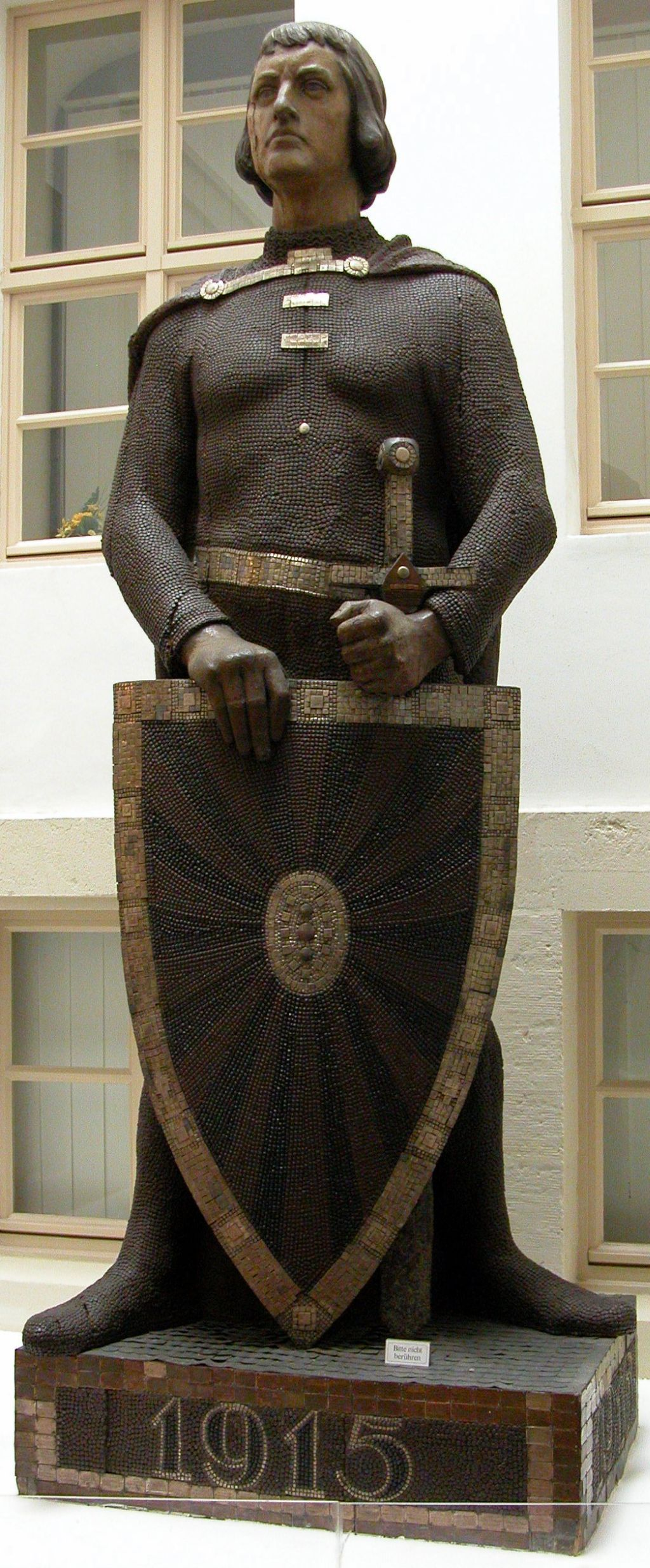
'아이제르너 하인리히' (1915년, 브라운슈바이크 브라운슈바이크 주립박물관
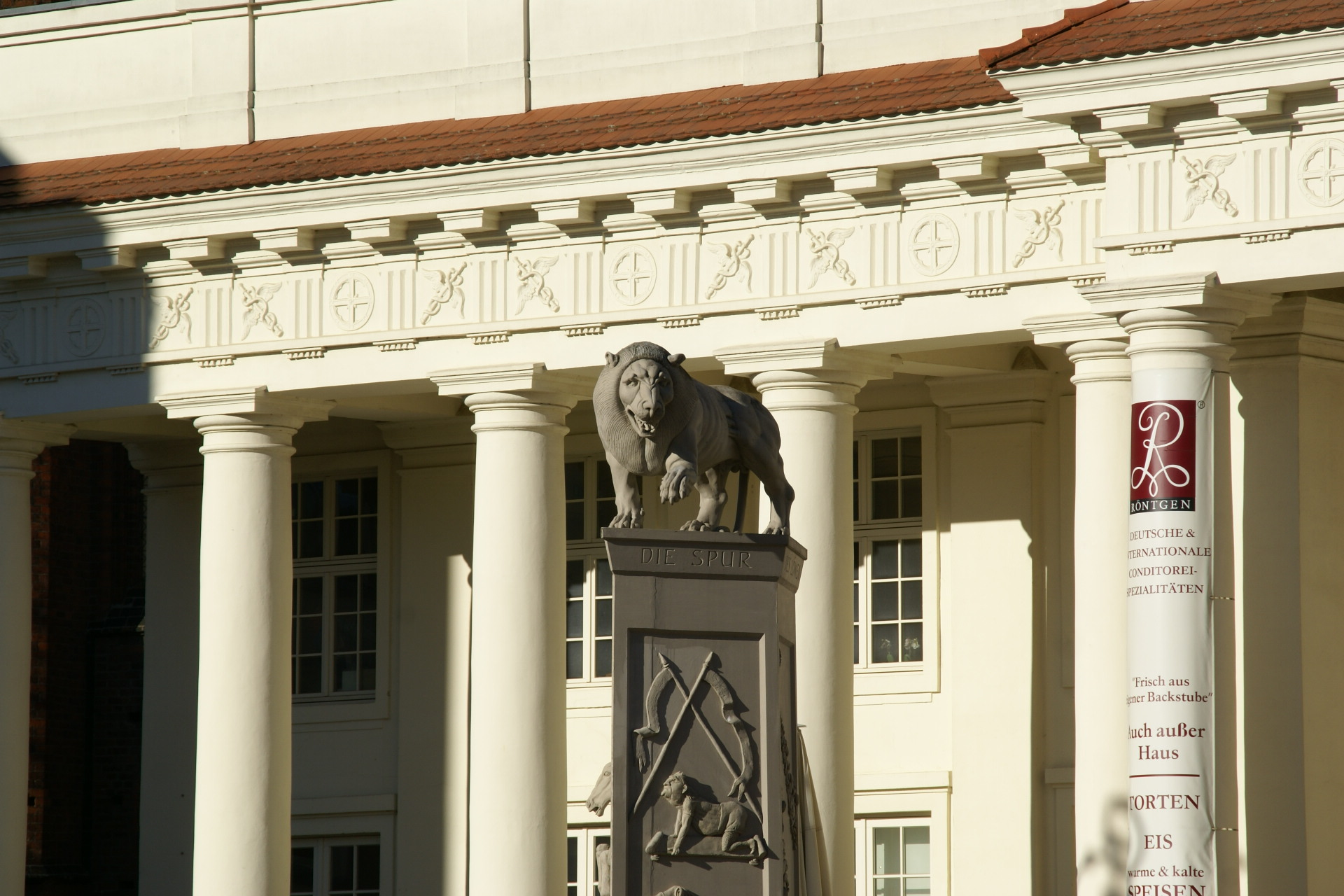
슈베린에 있는 사자공 하인리히 기념물
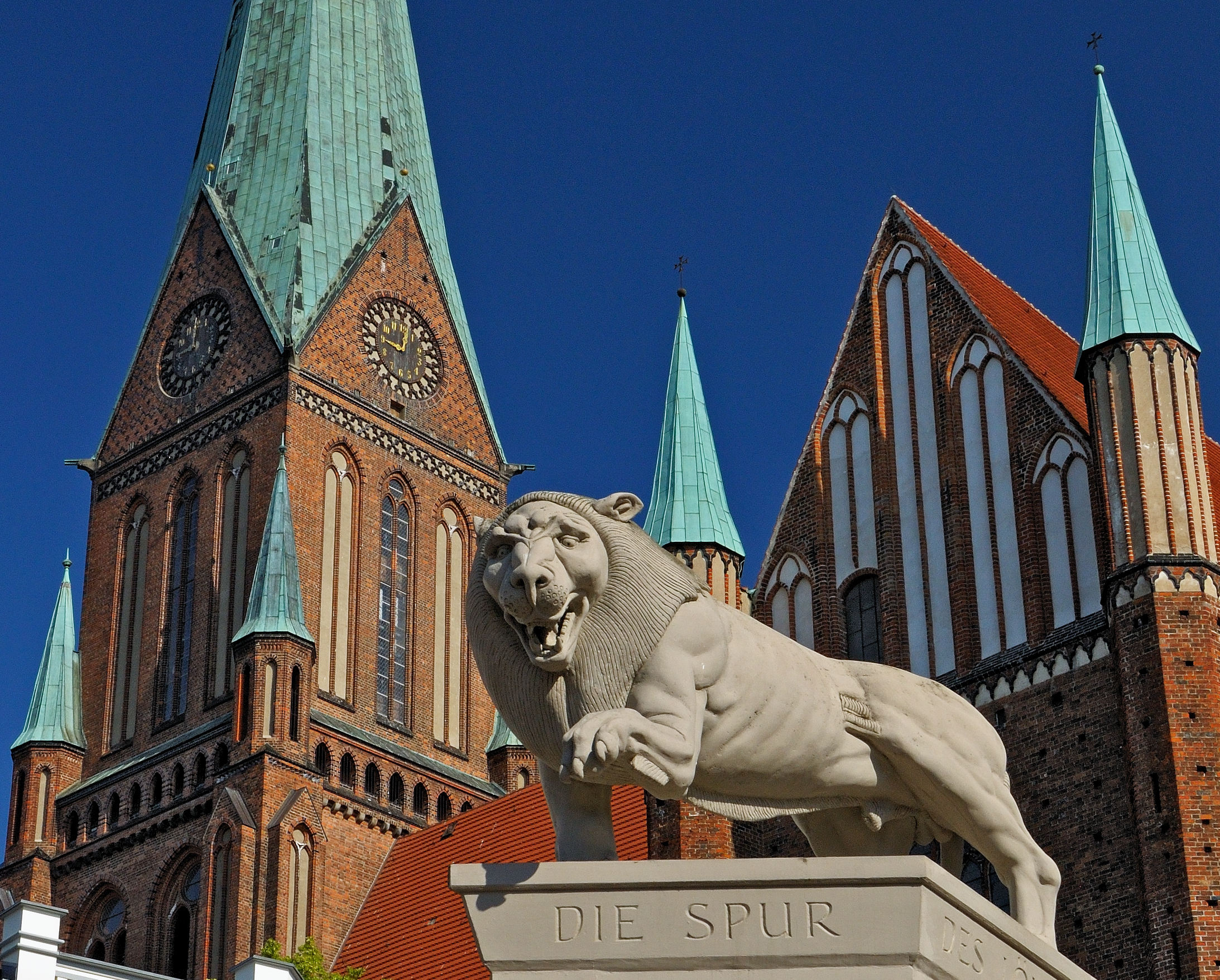
슈베린에 있는 사자공 하인리히 기념물

### 민속 문학 및 창작물

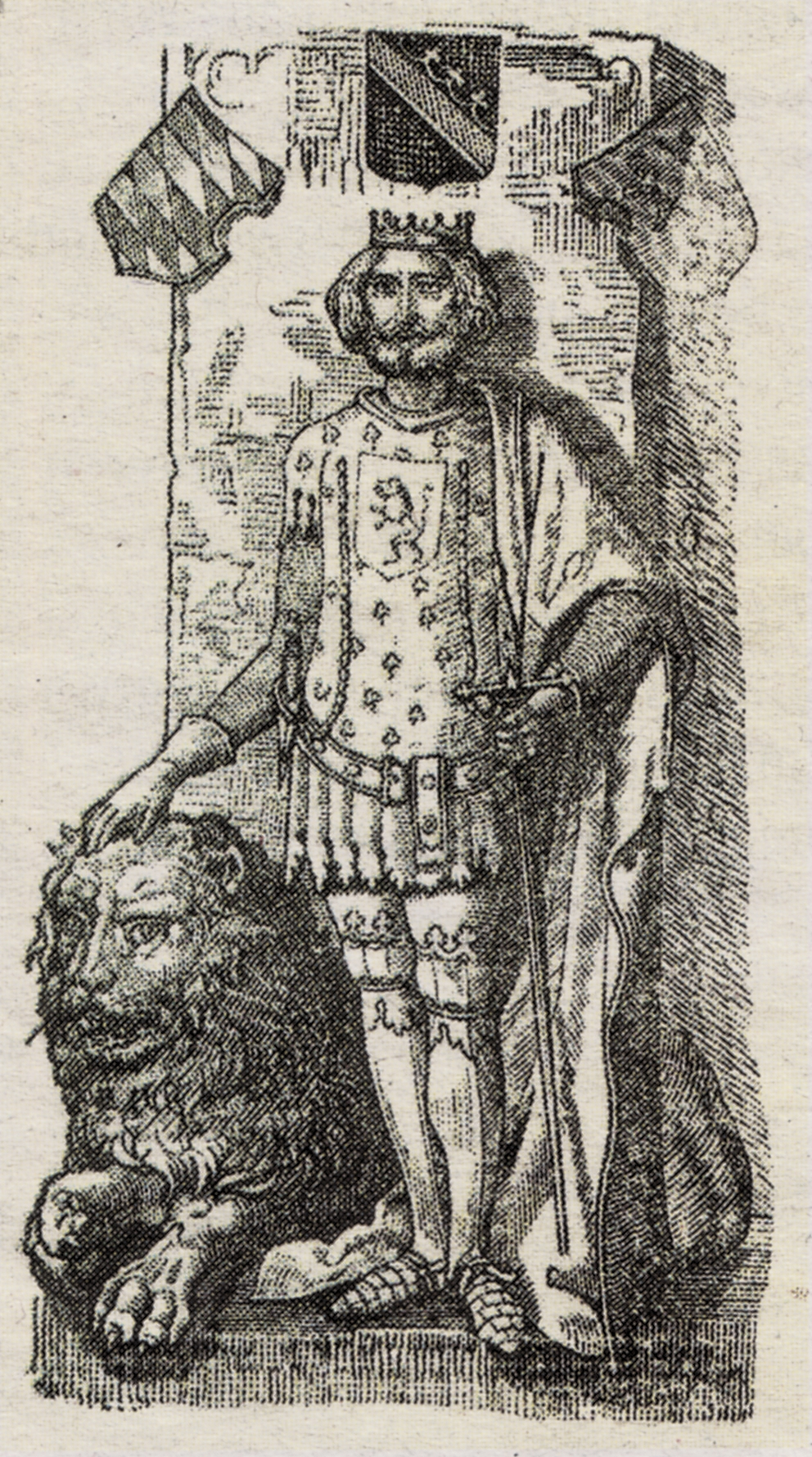
하인리히와 사자 (민담 'Geschichte des großen Helden und Herzogen Heinrich des Löwen und seiner wunderbaren höchst gefährlichen Reise'을 다듬어 재편집한 카를 요제프 짐로크의 저서 속 삽화 (1844년).

하인리히가 죽은 지 얼마 안 되어, 그는 민속 문학의 주제가 되었으며, 흔히 '하인리히 사가'(Heinrichssage)라 한다. 시간이 흘러 이 이야기는 이탈리아 작곡가 아고스티노 스테파니의 오페라 '엔리코 레오네'가 되었다. 하인리히 사가는 하인리히의 성지로 향하는 하인리히의 순례에 대한 가공의 내용을 전한다. 이 내용 중에 인기 있는 부분은 브라운슈바이크의 사자를 다룬다. 전설에 의하면, 하인리히는 순례 중에 사자와 드래곤 간의 싸움을 목격하고, 사자 편을 들어 같이 싸워 용을 해치운다. 신의 있던 이 사자는 그때부터 하인리히가 고향으로 돌아갈 때까지 동행한다. 나중에 하인리히가 죽자, 사자는 모든 음식을 전폐하고 하인리히의 무덤에서 슬프하며 죽었다고 한다. 그러자 브라운슈바이크 사람들은 사자를 기리며 조각상을 세웠다고 전해진다. 하인리히 사자에 대한 전설은 또한 체코의 기사 브룬츠비크 이야기에도 영감을 주었는데, 체코의 이 전승은 프라하 카를교의 기둥에 묘사되어 있다.

## 주해
1. ↑  뤼베크의 아르놀트가 저서 '크로니카 슬라보룸'에 전하길, 그는 1172년 하인리히의 예루살렘 순례 동안에 룸의 셀주크 술탄 클르츠 아르슬란 2세와 하인리히의 회의에 참석했다고 한다. 이들이 타르수스 인근에서 만났을 때, 룸 술탄은 독일 공작을 포옹하고 뺨에 입을 맞추었으며, 그에게 자신들이 피를 나눈 사촌임을 말해주었다  ('amplexans et deosculans eum, dicens, eum consanguineum suum esse')고 한다. 공작이 이 관계에 대한 자세한 내용을 물어보자, 클르츠 아르슬란 2세는 "독일인 땅의 한 귀족 여인이 러시아의 왕과 결혼을 했고, 이들 사이에 딸이 태어났는데, 그녀가 자신의 땅으로 왔으며 자신이 그녀의 후손이라는 것"을 알려주었다."